# Oberblegisee
Der Oberblegisee ist ein Bergsee im Kanton Glarus am Fusse des Glärnisch. Er liegt auf einer Höhe von etwa 1422 m und somit fast 900 Meter über dem Haupttal. Der See ist 15 ha gross und ist hinter einer Gletschermoräne entstanden. Er hat wie viele solcher Seen einen unterirdischen Abfluss durch das Lockergestein, welcher noch weitgehend unerforscht ist.
Von Braunwald führt ein Weg ohne grosse Höhendifferenz in ca. 2 ½ Stunden zum Oberblegisee. Dieser hat als Amphibienlaichgebiet nationale Bedeutung und ist geschützt. Vom Talgrund ist der Weg beschwerlicher, es führt aber auch eine kleine Luftseilbahn von Luchsingen auf den Brunnenberg. Die Bergstation befindet sich 330 Meter unterhalb des Sees.
In der nächsten Geländekammer, 2 Kilometer nördlich und 100 Meter höher, findet sich noch ein abflussloser See, das Guppenseeli. Der knapp einen Hektar grosse Weiher ist jedoch oft ausgetrocknet.

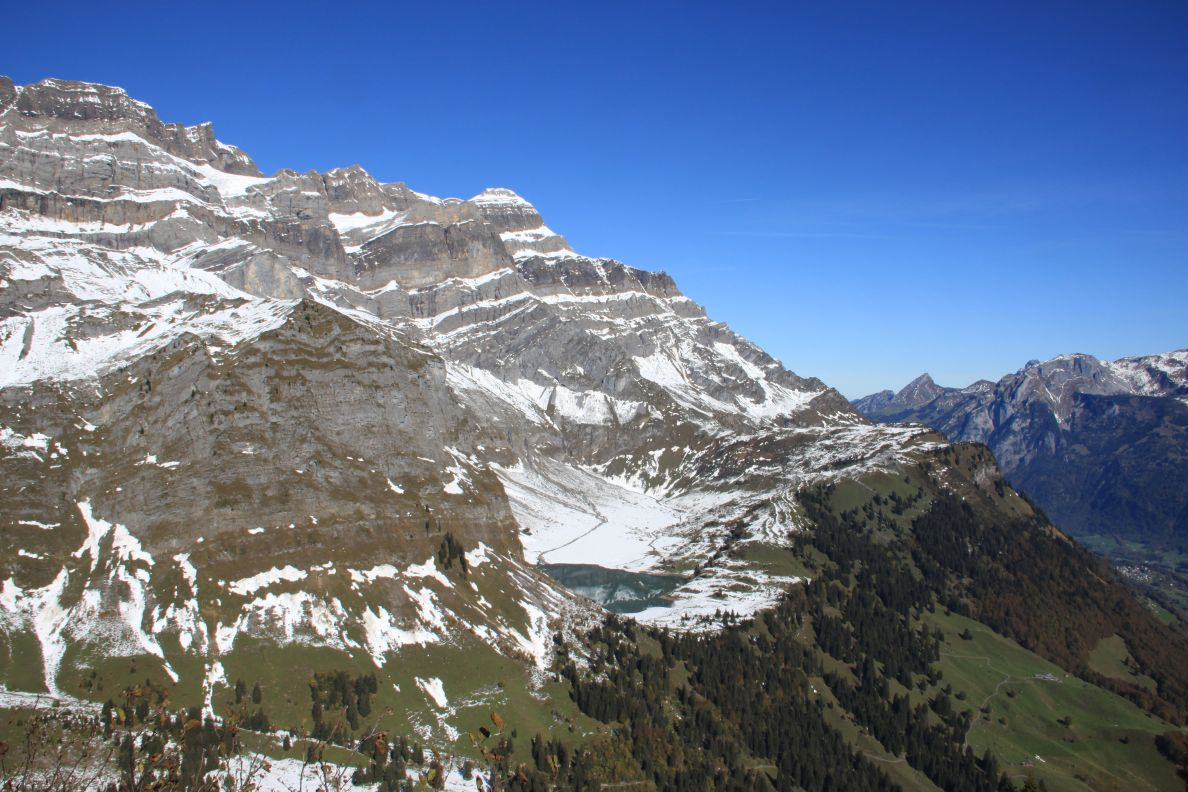
Oberblegisee vom Seblengrat
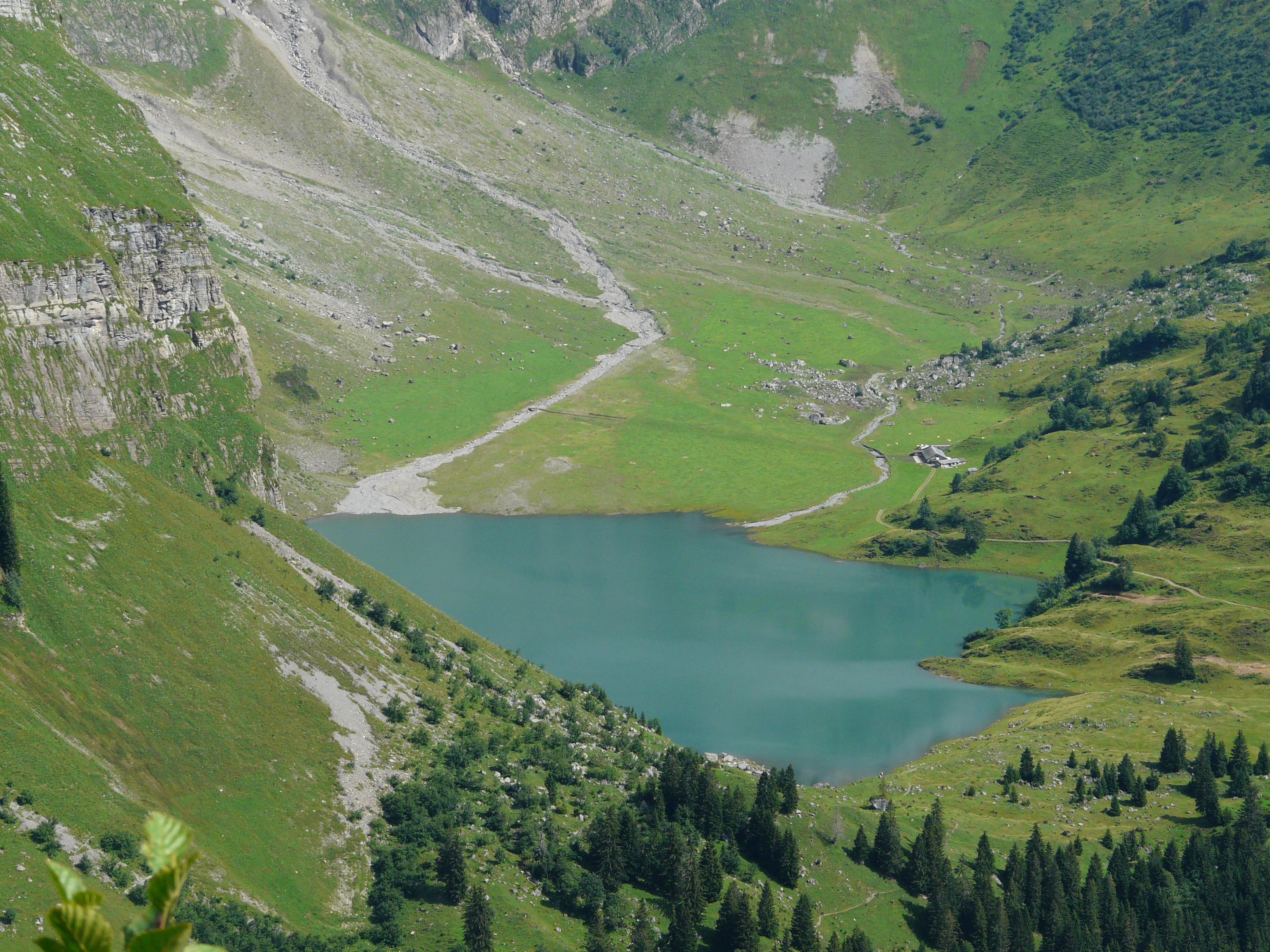
Oberblegisee mit Ober Stafel
Glarus Süd, Oberblegisee, 1908

## Die Sage vom Oberblegisee
Die Sage des «Geissers am Oberblegisee» erzählt, dass ein übermütiger junger Ziegenhirte aus Leuggelbach im Oberblegisee ertrunken sei.

## Fussnoten
1. ↑  Naturseen der Schweiz. (PDF; 15 kB) Abgerufen am 7. Juni 2009.
2. ↑  J. H. Tschudi: Lesebuch für die Oberklassen katholischer schweizerischer Volksschulen. Schmid, Glarus 1855, S. 84.